# Nederlandse Veiligheidsdienst
De Nederlandse Veiligheidsdienst (afgekort N.V.D.) was een Nederlands particulier beveiligingsbedrijf tussen 1911 en 1999.

## Geschiedenis

### Oprichting
Het bedrijf werd in 1911 begonnen door Ernst van der Lee, als 1e Gecombineerde Nachtveiligheidsdienst (GNVD). Het bedrijfje bestond tot de Tweede Wereldoorlog uit een veertigtal nachtwakers, die te voet of per fiets, al dan niet met hond, patrouilleerden langs ambtswoningen en ambassades in Den Haag. Dit kleine bedrijf had als klantenkring een aantal ministeries alsook de woonhuizen van ministers en minister-presidenten.

### Na de Tweede Wereldoorlog
Na de oorlog bouwde Van der Lee het bedrijf opnieuw op. In het eerste jaar fietsten hij en zijn echtgenote zelf de nachtelijke ronden. Ze wisten langzaamaan weer klanten te winnen en konden wat personeel aannemen. Van der Lee ging samenwerking aan met enkele andere bewakingsbedrijfjes en richtte zo de 1e Gecombineerde Nederlandse Veiligheidsdienst. De GNVD werd een landelijke organisatie. Klanten werden gevonden in de petrochemie, de gaswinning, de voedingsmiddelenindustrie en in overheidsdiensten. Er werd een aantal Volkswagen Kevers aangekocht om de surveillances mee uit te voeren.

### Nieuwe naam
In de jaren zeventig werd de naam gewijzigd naar Nederlandse Veiligheidsdienst. Er waren inmiddels zo'n 2.000 beveiligers dag en nacht aan het werk. De dienstverlening werd uitgebreid met winkelsurveillance, en in Rijswijk werd een systeem opgezet waarmee niet alleen alle personeel in verbinding stond, maar ook alarmeringen konden worden gecoördineerd.

### NVD in het buitenland
Rond 1980 ging de NVD over de grenzen met de oprichting van het samenwerkingsverband Seceurop. 
De Receptiedienst werd in 1984 opgericht en leverde receptionistes in een donkerrood uniform. Ook in de jaren tachtig ontstonden het NVD-Waardetransport en de NVD-Brandbeveiliging. De eerste moest de concurrentie aangaan met zittende bedrijven zoals Brinks en Van Gend & Loos; de laatste met Ridderikhoff op het gebied van brand- en veiligheidswachten. NVD-Brandbeveiliging zou vanaf 1990 overgaan in RISC, en in samenwerking met Smit Internationale en Havenbedrijf Rotterdam werd een succesvolle brandweeropleidings- en trainingsschool op de Maasvlakte gebouwd. Het duurde niet lang of de brandwachten van NVD/RISC werden door zeesleepbedrijf Smit Tak wereldwijd ingezet bij allerlei calamiteiten op zee. In Rijswijk ontstond intussen een bedrijfsschool met allerlei trainingsfaciliteiten voor beveiligingspersoneel. Inmiddels waren alleen al in Nederland ongeveer 8.000 mensen bij het bedrijf werkzaam.

### Einde
De NVD bleef tot 1999 particulier eigendom van de zoon van oprichter Ernst van der Lee. In dat jaar werd het bedrijf verkocht aan de Deense Falck Group. Na 88 jaar verdween de naam "Nederlandse Veiligheidsdienst". In 2000 fuseerde dit bedrijf met Group 4 en in 2004 met Securicor. 
In 2004 is Group 4 Falck samengegaan met Securicor onder voorwaarde van de Nederlandse Mededingingsautoriteit (NMa) dat in drie landen een aantal onderdelen zou worden afgestoten. Dit gold onder meer voor Falck Security & Services, dat in Nederland werd overgenomen door Facilicom en fuseerde met PreNed Beveiliging. Wat uiteindelijk resulteerde in de nieuwe naam Trigion.

## Trivia
Op de uniformen van Seceurop prijkte de Nederlandse leeuw, behalve in Wallonië waar de klanten van Brusselse warenhuizen bezwaar maakten tegen deze Nederlandse symboliek. Op de Belgische uniformen prijkte daarom een Belgisch vlaggetje.